# Konzerva
Konzerva je vrsta posude koja služi za rasparčavanje proizvoda kao na primjer: hrane, tekućina, drugih rasutih ili tekućih proizvoda. Materijal od kojeg je konzerva izrađena obično neka vrsta metala, no moguće je isto tako imati konzerve koje su izrađene od papira, kartona, plastike, ili kombinacije raznih materijala. Konzerva kao pojam se također rabi za prehrambene proizvode koje su nastale procesom konzerviranja, ili je ime za gustu pastu od rajčica.